# سوريش بيترز
سوريش بيترز (بالإنجليزية: Suresh Peters)‏ هو مغني وملحن هندي، ولد في 21 ديسمبر 1955 في تشيناي في الهند.